# John E. Otto
John E. Otto (18 décembre 1938 - 22 avril 2020) était le directeur par intérim du FBI en 1987.

## Biographie
Originaire de Saint Paul, dans le Minnesota, Otto a servi dans le Corps des Marines et a fréquenté l'université d'État de Saint Cloud, où il a obtenu un BS en 1960, suivi de quatre années d'études supérieures en administration de l'éducation à l'Université du Minnesota. En tant qu'étudiant diplômé, il a travaillé comme shérif adjoint pour le comté de Ramsey, dans le Minnesota et pour le département de police d'Arden Hills, dans le Minnesota, tout en enseignant dans une école secondaire de premier cycle à Saint Paul.
En 1964, Otto a rejoint le FBI, gravissant les échelons jusqu'aux postes d'inspecteur et de superviseur. Après avoir été agent spécial en charge des bureaux extérieurs de Minneapolis puis de Chicago, Otto a été promu à des postes de direction, devenant directeur adjoint exécutif des services d'application de la loi en 1981.
En 1987, Otto est devenu directeur par intérim du FBI lorsque le directeur William H. Webster a été nommé directeur central du renseignement et a démissionné lorsque William S. Sessions a obtenu l'approbation du Sénat.
En 1990, Sessions a décerné à Otto la première médaille du mérite. À sa retraite la même année, Otto est devenu un responsable de la sécurité pour Delta Air Lines .
Il est décédé trois jours avant un autre directeur par intérim du FBI, James B. Adams, près de 2 mois avant le directeur du FBI, William S. Sessions, et 5 mois après un autre directeur par intérim du FBI, William Ruckelshaus.